# Ван Чуньхуа
Ван Чуньхуа (кит. 王春花; род. 20 июня 1995 года) — китайская голболистка. Бронзовая призёрка летних Паралимпийских игр 2024 года в Париже.

## Биография
Начала играть в голбол в возрасте 16 лет. Дебютировала за национальную сборную в 2013 году в матче против Японии. В составе женской сборной Китая по голболу принимала участие на чемпионатах мира 2014 и 2018 годов.
В 2024 году женская сборная Китая приняла участие на летних Паралимпийских играх 2024 в Париже в следующем составе: Чжан Силин, Цао Чжэньхуа, Сюй Мяо, Ван Чунянь, Кэ Пэйин, Ван Чуньхуа. На предварительном этапе команда заняла первое место в группе, обыграв Турцию (7:5), Бразилию (3:1) и Израиль (6:1). В четвертьфинале победили Францию (12:2), в полуфинале проиграли Израилю (1:2). В матче за третье место победили бразильянок со счётом 6:0 и завоевали бронзовые медали Паралимпиады-2024.